# NTW Plus Kinoklub
NTW Plus Kinoklub ist ein Fernsehsender der von NTW Plus, einem russischen Satellitenfernsehbetreiber, für Russland ausgestrahlt wird. Dieser russische Fernsehkanal zeigt Filme ausländischer Produktion aus verschiedenen Genres und Stilrichtungen. NTW Plus Kinoklub ist im Besitz von NTW Plus.
Ebenso werden Retrospektiven der Arbeiten berühmter Starregisseure und gefeierter Regieneulinge gezeigt. Im Programm des Kanals gibt es täglich Rubriken, die die Vorlieben der Fernsehzuschauer berücksichtigen: Abenteuerfilme, Komödien, Filmklassiker, Festivalfilme, Horrorfilme, Pornofilme und Familienfilme.
Ein Teil der Filme wird in Dolby Digital 5.1 gesendet.